# Gothika
Gothika är en amerikansk långfilm från 2003 i regi av Mathieu Kassovitz, med Halle Berry, Robert Downey Jr. och Penélope Cruz i rollerna.

## Handling
Miranda Grey är psykolog och lever tillsammans med sin man. En dag är hon med om en mystisk bilolycka. En mystisk flicka attackerar henne och sedan blir allt svart. Tre dagar senare vaknar hon upp på ett mentalsjukhus och får reda på att hon brutalt mördat sin man efter bilolyckan för tre dagar sedan.
Hon förstår ingenting, men med hjälp av sin gamla kollega uppdagas mer och mer hemligheter. Flickan fortsätter att kontakta henne på ett obehagligt vis. När hon berättar om flickan, så tror ingen henne: alla säger att hon är galen. Men det är inte så konstigt, för vem skulle tro på en människa, som säger att hon har sett en flicka som dött 4 år tidigare?

## Rollista
| Halle Berry        | – Miranda Grey     |
| Robert Downey Jr.  | – Pete Graham      |
| Penélope Cruz      | – Chloe Sava       |
| Charles S. Dutton  | – Dr. Douglas Grey |
| John Carroll Lynch | – Sheriff Ryan     |
| Bernard Hill       | – Phil Parsons     |
| Dorian Harewood    | – Teddy Howard     |
| Bronwen Mantel     | – Irene            |
| Kathleen Mackey    | – Rachel Parsons   |
| Matthew G. Taylor  | – Turlington       |
| Michel Perron      | – Joe              |